# Казуми Такада
Казуми Такада (јап. 高田 一美; 28. јун 1951 — 1. октобар 2009) био је јапански фудбалер.

## Каријера
Током каријере је играо за Мицубиши.

## Репрезентација
За репрезентацију Јапана дебитовао је 1970. године. За тај тим је одиграо 16 утакмица.

## Статистика
| Јапан  | Јапан   | Јапан  |
| Година | Наступи | Голови |
| ------ | ------- | ------ |
| 1970.  | 4       | 0      |
| 1971.  | 0       | 0      |
| 1972.  | 5       | 0      |
| 1973.  | 3       | 0      |
| 1974.  | 0       | 0      |
| 1975.  | 4       | 0      |
| Укупно | 16      | 0      |